# Bohaïrique
Le bohaïrique est un dialecte de la langue copte qui est actuellement utilisé dans la liturgie de l'Église copte orthodoxe.